# Jayson Granger
Jayson Antoine Granger Amodio (Montevideo, Uruguay, 15 de septiembre de 1989) es un jugador uruguayo de baloncesto. Juega de base y su equipo actual es Club Estudiantes de Baloncesto la Primera FEB. Es hijo del también baloncestista estadounidense, nacionalizado uruguayo, Jeff Granger, bicampeón sudamericano con la selección uruguaya, y de Silvia Amodio, ultrafondista sénior uruguaya.

## Trayectoria
Granger se formó en las categorías inferiores del Club Atlético Cordón de Uruguay. Posteriormente pasó a jugar en el Club Baloncesto Estudiantes de Madrid, en su equipo de formación de la Liga EBA. En la temporada 2007-08 debutó con el primer equipo de Estudiantes, debutando en la ACB el 11 de noviembre de 2007 frente al Cajasol.
En verano de 2013 ficha por el Unicaja, tras no igualar la oferta el Estudiantes.
En junio de 2015 se anuncia su fichaje por el equipo turco Anadolu Efes que compite en la poderosa Türkiye Basketbol Süper Ligi.
En agosto de 2017 Jayson anuncia su regreso a España y firma contrato por tres temporadas con el Saski Baskonia.
En agosto de 2020 firma contrato por una temporada con el ALBA Berlín.
El 13 de julio de 2021, regresa al Baskonia de la Liga Endesa.
El 4 de julio de 2022, firma por el Reyer Venezia Mestre de la Lega Basket Serie A italiana.
El 7 de julio de 2023, firma por Peñarol de la Liga Uruguaya de Basketball.

## Selección nacional
Ha sido internacional con la Selección de baloncesto de Uruguay. Logró la medalla de plata en el Campeonato Sudamericano de Básquetbol cadete celebrado en San Fernando del Valle de Catamarca (Argentina) en 2004, y en el de categoría junior celebrado en Venezuela en 2005, campeonato en el que fue el máximo anotador.
En junio de 2009, el seleccionador de Uruguay, Gerardo Jauri, convocó por primera vez a Granger para la selección absoluta. Se trataba de la convocatoria para disputar el Campeonato FIBA Américas en San Juan, Puerto Rico, pero Jayson terminaría optando por no participar alegando una lesión, por lo que fue excluido de la selección.
En junio de 2012 se integra a la selección uruguaya después de muchas idas y vueltas, para disputar el Sudamericano de selecciones en Resistencia, Argentina, siendo pieza clave en un Uruguay que a la postre terminaría tercero.
En 2013 renuncia nuevamente a integrar el seleccionado en el Campeonato FIBA Américas disputado en Caracas clasificatorio al Mundial de España.
Regresa a la selección en el Campeonato FIBA Américas de 2017 y en el Torneo Preolímpico de 2020.